# Lijst van burgemeesters van Maarn
Dit is een lijst van burgemeesters van de voormalige Nederlandse gemeente Maarn die per 1 januari 2006 opging in de nieuwgevormde gemeente Utrechtse Heuvelrug.
| Ambtsperiode | Naam burgemeester                          | Partij of stroming | Bijzonderheden |
| ------------ | ------------------------------------------ | ------------------ | --- |
| 18?? - 1825  | Dubois                                     |                    | maire/schout |
| 1825? - 1834 | Joh. Ederveen                              |                    | |
| 1836 - 18??  | Jacob Willem Lantsheer                     |                    | |
| 1838 - 1848  | Arnold Filip Milius, Arnoldszoon           |                    | |
| 1850 - 1880  | Hubertus Johannes van Bennekom (1796-1881) |                    | tevens schout/burgemeester van Doorn (1822-1880), Cothen (1850-1868) en Langbroek (1822-1868)                                   |
| 1880 - 1909  | Jhr. H.H.A.J. de Geer                      |                    | was voordien burgemeester van Dantumadeel, tevens burgemeester van Doorn; werd in 1903 bij de dood van zijn vader baron De Geer |
| 1909 - 1924  | A. baron Schimmelpenninck van der Oye      |                    | tevens burgemeester van Doorn (1909-1930)                                                                                       |
| 1924 - 1942  | F.E. Everwijn Lange                        |                    | |
| 1943 - 1945  | J.P.A. de Monyé                            | NSB                | tevens (waarnemend) burgemeester van Woudenberg en Renswoude                                                                    |
| 1945 - 1951  | F.E. Everwijn Lange                        |                    | |
| 1951 - 1980  | G.A.W.C. baron van Hemert tot Dingshof     | VVD                | |
| 1980 - 1995  | A.D. de Stigter-Huising                    | VVD                | |
| 1995 - 2002  | Marianne (M.) Burgman                      | VVD                | |
| 2002 - 2004  | Aat (A.B.L.) de Jonge                      | CDA                | Waarnemend |
| 2004 - 2005  | Hein (H.L.M.) Bloemen                      | CDA                | Waarnemend |
| 2005         | Anton (A.C.) Houtsma                       | CDA                | Waarnemend |